# Tông Cỏ ba lá
Tông Cỏ ba lá (danh pháp khoa học: Trifolieae) là một tông thực vật trong phân họ Đậu (Faboideae) của họ Đậu (Fabaceae). Trong phát sinh chủng loài, nó được coi là thuộc về nhánh Inverted Repeat-Lacking Clade (IRLC = nhánh thiếu lặp lại đảo ngược). Tất cả các loài trong tông này đều có lá là lá kép chẻ ba.
Các chi sau đây được USDA công nhận:
- Medicago L.
- Melilotus Mill.
- Ononis L.
- Parochetus Buch.-Ham. ex D. Don
- Trifolium L.
- Trigonella L.

## Hình ảnh

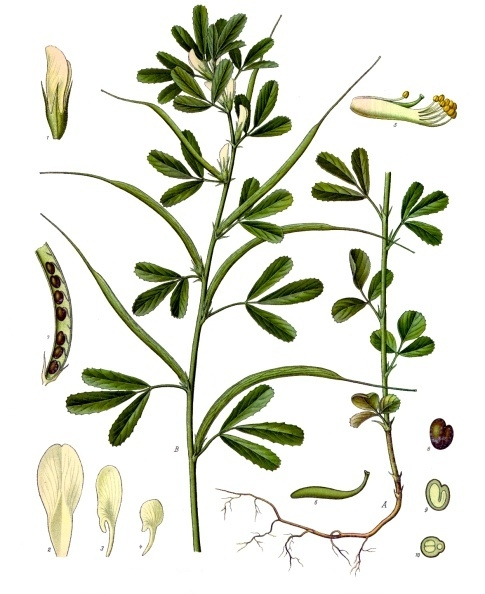
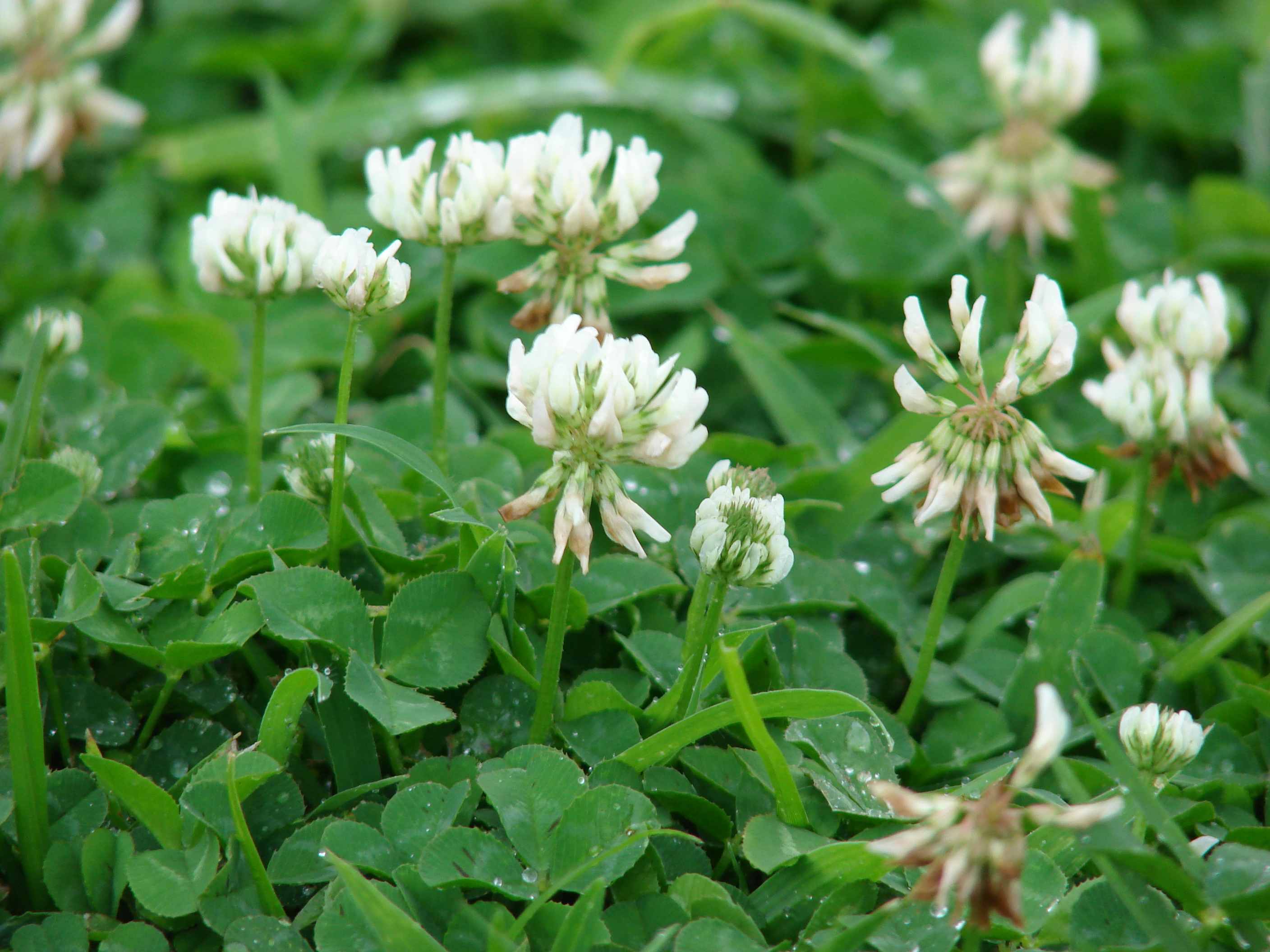
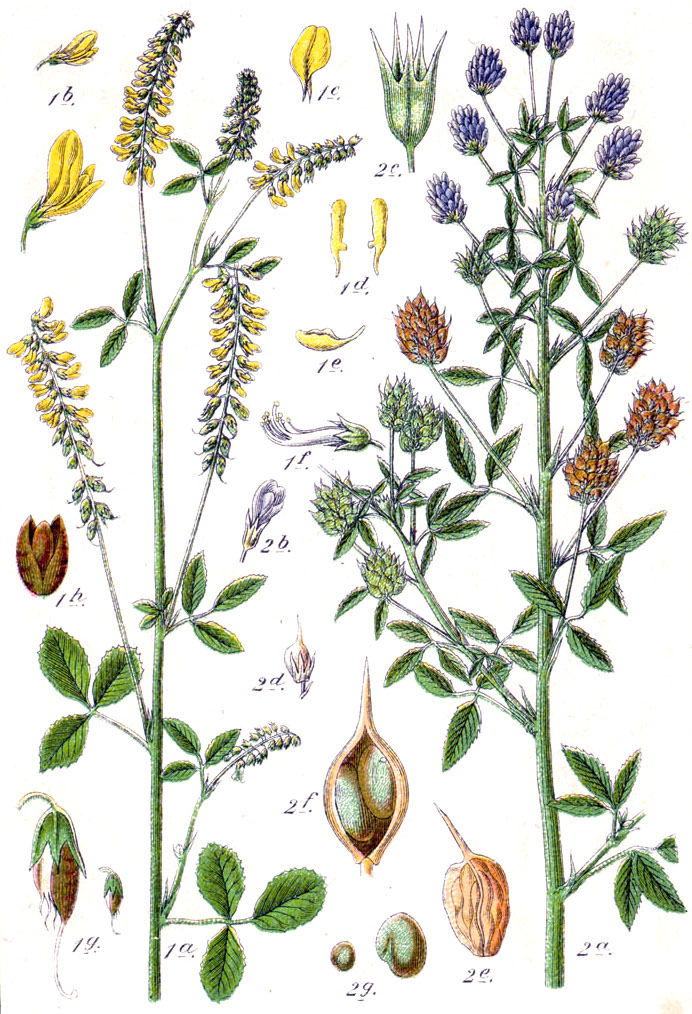
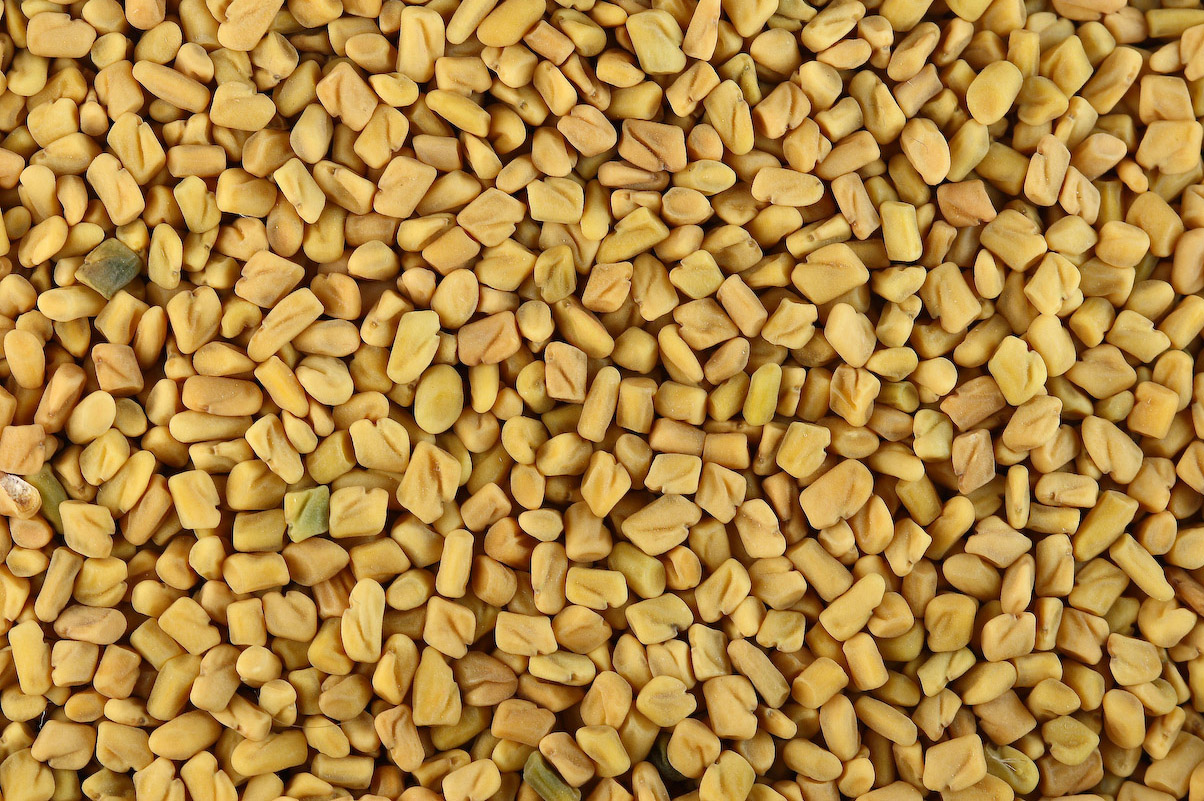